# 拡大実数
数学における拡大実数（かくだいじっすう、英: extended real number）あるいはより精確にアフィン拡大実数（affinely extended real number）は、通常の実数に正の無限大 +∞ と負の無限大 −∞ の2つを加えた体系を言う。
新しく付け加えられた元（無限大、無限遠点）は（通常の）実数ではないが、文脈によってはこれらを含めた全ての拡張実数を指して便宜的に「実数」と呼ぶこともあり、その場合、通常の実数は有限実数と呼んで区別する。
拡張実数の概念は、微分積分学や解析学（特に測度論と積分法）において種々の函数の極限についての記述を簡素化するのに有効である。（アフィン）拡張実数全体の成す集合 R ∪ {±∞} は、その上の適当な順序構造や位相構造などを持つものとして補完数直線（ほかんすうちょくせん、英: extended real line）と呼ばれ、R や [−∞, +∞] と書かれる。
文脈から明らかな場合には、正の無限大の記号 +∞ はしばしば単に ∞ と書かれる。

## 意義

### 極限
函数 f において、引数 x や函数値 f(x) がある意味で「非常に大きく」なるときのふるまいを記述したい場面というのはよくある。例えば函数
{\displaystyle f(x)=x^{-2}}
を考えると、グラフは g(x) = 0 を水平漸近線に持つ。幾何学的に、x-軸を右へどんどん辿って行けば、1/x2 の値は 0 へ近づく。この極限的な振る舞いというのは、x が何らかの実数へ近づくときの函数の極限と、x が近づく実数がないことを除けば同じである。
仮に、実数の集合 R に二つの元 +∞ と −∞ を添加するとすれば、「無限遠における極限」を R におけると同様の位相的性質を以って定式化することができる。
事を完全に厳密にするには、R の有理コーシー列による定義において、さらに任意の K > 0 に対して十分大きな番号の項で K を超えるものが取れるような有理コーシー列全体の成す集合として +∞ を、同様の仕方で −∞ を、それぞれ定義することにすればよい。

### 測度論および積分
測度論において、測度無限大の集合や値が無限大になる積分の存在を許すことが有効であることがよくある。
このような測度は微分積分学でも自然に表れてくる。例えば、R における測度として、各区間の測度が区間の通常の長さと一致するようなものを考えると、全空間 R の測度というのはどんな有限実数よりも大きいものでなければならない。あるいはまた、
{\displaystyle \int _{1}^{\infty }{\frac {dx}{x}}}
のような無限積分を考えるとき、値は「無限大」になる。他にも、
{\displaystyle f_{n}(x)={\begin{cases}2n(1-nx),&{\mbox{if }}0\leq x\leq {\frac {1}{n}}\\0,&{\mbox{if }}{\frac {1}{n}}<x\leq 1\end{cases}}}
のような函数列の極限を考えることも有用であることは多く、函数値が無限大となることを許容しない場合には単調収束定理や優収束定理のような本質的な結果が意味を成さない。

## 順序構造および位相的性質
任意の（有限）実数 a に対して −∞ ≤ a ≤ +∞ と置くことにより、実数直線 R における順序の拡張として、補完数直線 R は全順序集合になる。この順序に関して R は「任意の部分集合が上限と下限を持つ」（完備束を成す）という良い性質を持つ。
この順序から導かれる R 上の順序位相では、集合 U が正の無限大 +∞ の近傍となる必要十分条件は U が適当な実数 a に対する集合 {x : x > a} を含むことであり、負の無限大 −∞ についても同様のことが言える。補完数直線 R は、単位閉区間 [0, 1] に同相なコンパクトハウスドルフ空間であるから、単位閉区間の通常の距離から同相を通じて距離化可能であるが、しかし R 上の通常の距離の延長となるような距離を入れることはできない。
この位相に関して、実変数 x が +∞ や −∞ へ近づく極限や、函数の値が +∞ や −∞ へ近づく極限を、一般的な極限の位相的定義を簡略化して定義することができる。

## 算術演算
実数全体 R における四則演算は、以下の規約により部分的に R まで拡張することができる。
{\displaystyle {\begin{alignedat}{2}a+\infty =(+\infty )+a&{}=+\infty &&\quad (a\neq -\infty )\\a-\infty =(-\infty )+a&{}=-\infty &&\quad (a\neq +\infty )\\a\cdot (\pm \infty )=(\pm \infty )\cdot a&{}=\pm \infty &&\quad (a\in (0,+\infty ])\\a\cdot (\pm \infty )=(\pm \infty )\cdot a&{}=\mp \infty &&\quad (a\in [-\infty ,0))\\{\frac {a}{\pm \infty }}&{}=0&&\quad (a\in \mathbb {R} )\\{\frac {\pm \infty }{a}}&{}=\pm \infty &&\quad (a\in \mathbb {R} ^{+})\\{\frac {\pm \infty }{a}}&{}=\mp \infty &&\quad (a\in \mathbb {R} ^{-})\end{alignedat}}}
ここで、式 "a + ∞" は "a + (+∞)" の意味でもあり "a − (−∞)" の意味でもある。また、式 "a − ∞" は "a − (+∞)" の意味でもあり "a + (−∞)" の意味でもある。
しかし、所謂不定形の式 ∞ − ∞, 0 × (±∞), ±∞⁄±∞ などはやはり意味を成さないとするのが普通である。これらの規約は函数の無限大に関する極限についての法則をモデル化するものになっているが、確率論および測度論ではさらに、"0 × (±∞) = 0" を規約に追加することが多い（確定した 0 を掛けた 0 × (有限) の形の式の極限としての意味を持つことが多いため）。
また、数式 1/0 は +∞ とも −∞ とも定めることができない。これは連続函数 f(x) が f(x) → 0 を満たすとすると、これは逆数函数 1/f(x) が集合 {−∞, +∞} の任意の近傍に殆ど含まれる (eventually contained in) ことは意味するけれども、必ずしも 1/f(x) が −∞ か +∞ の何れか一方に収斂することを意味しないことによる（それでも、その絶対値 |1/f(x)| は +∞ へ近づく）。何となれば f(x) = 1/(sin(1/x)) を考えるとよい。

## 代数的性質
今までの定義に従えば、拡張実数の全体 R は体にも環にもならない。それでも以下のような十分扱いやすい性質が成立する：
- a + (b + c) および (a + b) + c は等しいかさもなくば両者とも無意味。
- a + b および b + a は等しいかさもなくば両者とも無意味。
- a × (b × c) および (a × b) × c は等しいかさもなくば両者とも無意味。
- a × b および b × a は等しいかさもなくは両者とも無意味。
- a × (b + c) および (a × b) + (a × c) は両者が定義される限り等しい。
- a ≤ b であり a + c および b + c がともに定義されるならば a + c ≤ b + c が成り立つ。
- a ≤ b かつ c > 0 であり a × c および b × c がともに定義されるならば a × c ≤ b × c が成り立つ。

一般に、現れる式がすべてきちんと定義される限りにおいて、R における四則演算の法則は R におけると同様にすべて成り立つ。

## その他の性質
実函数の中には極限をとることで R まで連続的に延長することができるものもある。例えば指数函数 exp や自然対数 ln は exp(−∞) = 0, exp(+∞) = +∞ や ln(0) = −∞, ln(+∞) = +∞ として連続的に延長できる。
また実函数に対する不連続性の中には R を考えることで除くことができるようになるものもある。例えば、函数 f(x) = 1⁄x2 は f(0) = +∞ および f(+∞) = f(−∞) = 0 と置くことにより（連続性の定義にもよるが）連続にすることができる。一方、函数 1⁄x は x が左から 0 へ近づけば −∞ となり、右から 0 に近づけば +∞ となるから、連続にすることができない。
正の無限大 +∞ と負の無限大 −∞ とを区別できない実射影直線と比べれば、結果として実射影直線上では極限 ∞ を持つ函数が、片や補完数直線上では絶対値をとらなければ極限を持つようにならないという場合があり得る（例えば 函数 1/x の x = 0 における極限）。他方、
{\displaystyle \lim _{x\to -\infty }{f(x)}} および {\displaystyle \lim _{x\to +\infty }{f(x)}}
なる極限は実射影直線上では x = ∞ でのそれぞれ右側および左側極限に対応し、極限が存在するというためには両者が一致しなければならないから、指数函数 ex や逆正接函数 arctan(x) は実射影直線上の x = ∞ において連続にすることはできない。

## 注記
1. ↑  ブルバキ, p.115
2. ↑  伊藤『ルベーグ積分入門』p.12